# Quand je te rêve
Chansons représentant le Luxembourg au Concours Eurovision de la chanson
Monsieur
(1989) Un baiser volé
(1991)
Quand je te rêve est la chanson représentant le Luxembourg au Concours Eurovision de la chanson 1990. Elle est interprétée par Céline Carzo.

## Eurovision
Le radiodiffuseur luxembourgeois, RTL Télévision, choisit l'artiste et la chanson en interne pour représenter le Luxembourg au Concours Eurovision de la chanson 1990.
La chanson est la sixième de la soirée, suivant Ik wil alles met je delen interprétée par Maywood pour les Pays-Bas et précédant Give a Little Love Back to the World interprétée par Emma pour le Royaume-Uni.
À la fin des votes, elle obtient 38 points et finit à la 13e place sur vingt-deux participants.

### Points attribués au Luxembourg
| 12 points           | 10 points | 8 points                             | 7 points      | 6 points |
| ------------------- | --------- | ------------------------------------ | ------------- | -------- |
| - France            |           |                                      |               |          |
| 5 points            | 4 points  | 3 points                             | 2 points      | 1 point  |
| - Autriche - Chypre | - Grèce   | - Allemagne - Portugal - Royaume-Uni | - Yougoslavie | - Italie |